# Les Écorces
Les Écorces – miejscowość i gmina we Francji, w regionie Burgundia-Franche-Comté, w departamencie Doubs.
Według danych na rok 1990 gminę zamieszkiwały 452 osoby, a gęstość zaludnienia wynosiła 48 osób/km² (wśród 1786 gmin Franche-Comté Les Écorces plasuje się na 343. miejscu pod względem liczby ludności, natomiast pod względem powierzchni na miejscu 470.).